# Марк Виниций (консул 30 г.)
Марк Виниций (на латински: Marcus Vinicius; * 5 г.; † 46 г.) e политик и сенатор на ранната Римска империя и съпруг на Юлия Ливила.

## Биография
Виниций е роден в Калес в Кампания. Внук е на Марк Виниций (консул 19 пр.н.е.) и син на Публий Виниций (консул 2 г.).
През 20 г. Виниций е квестор. От януари до юни 30 г. е консул заедно с Луций Касий Лонгин.
Виниций се жени с помощта на Тиберий през 33 г. за Юлия Ливила, малката дъщеря на Германик и Агрипина Старша и сестра на Калигула.
През 38/39 г. той е проконсул на провинция Азия. Виниций, чиято съпруга е изпратена от Калигула на заточение, участва в убийството на императора и има амбиции за трона. През 43 г. участва в завоюването на Британия с новия император Клавдий и получава триумф.
През 45 г. Виниций е за втори път консул от 1 януари до 1 март. Колега му е Тит Статилий Тавър Корвин. По желание на съпугата на императора Месалина Виниций е убит следващата година.
Велей Патеркул посвещава своето историческо произведение Histories на Виниций по случай първия му консулат.